# Прудо, Марк
Марк Прудо (англ. Mark Prudhoe; родился 8 ноября 1963 года) — английский футболист, вратарь. В настоящее время тренер вратарей в клубе «Халл Сити», выступающем в английской Премьер-лиге.
За время своей карьеры Прудо сменил 17 клубов, наиболее удачным этапом его футбольной жизни можно считать выступления за «Дарлингтон», с которым Марк выиграл титулы чемпиона Конференции и чемпиона Четвёртого дивизиона. С 2005 года Прудо является тренером вратарей в «Халл Сити».

## Достижения
- Чемпион Конференции (1990)
- Чемпион Четвёртого дивизиона (1991)